# 未来に残したい漁業漁村の歴史文化財産百選
未来に残したい漁業漁村の歴史文化財産百選（みらいにのこしたいぎょぎょうぎょそんのれきしぶんかざいさんひゃくせん、漁村歴史文化財産百選）とは、2006年（平成18年）2月17日に水産庁によって選定された百選。
全国の漁村に残る歴史的・文化的に価値の高い施設や史跡などの文化遺産を公募により募集し、応募のあった350件から、地域固有の漁業文化や珍しい建築工法や形状などを基準として選定委員会により選定した。

## 北海道
- 鰊漁場建築
  - 旧花田家番屋（留萌郡小平町）
  - 旧留萌佐賀家漁場（留萌市）
  - 石狩市はまます郷土資料館（石狩市）
  - 小樽市鰊御殿（旧田中家番屋）（小樽市）
  - 旧余市福原漁場（余市郡余市町）
  - 鰊御殿とまり（旧川村家番屋、旧武井邸客殿）（古宇郡泊村）
  - 鰊御殿（寿都郡寿都町）
- 旧下ヨイチ運上家（余市町）
- 袋澗（島牧郡島牧村）
- 横山家（檜山郡江差町）
- 石崎漁港トンネル航路（檜山郡上ノ国町）
- 函館漁港船入澗防波堤（函館市）※弁天台場解体時の石材を利用している

## 東北
- 津軽海峡及び周辺地域のムダマハギ型漁船コレクション67隻（青森県青森市）
- 漁撈用具と浜小屋（青森県八戸市）
- 机浜漁村番屋群（岩手県下閉伊郡田野畑村）
- 三陸津波伝承施設
  - 田老防潮堤（岩手県宮古市）
  - 両石津波記念碑（岩手県釜石市）
- 根岬はしご虎舞と黒崎神社（岩手県陸前高田市）
- みなと祭りと御座船（宮城県塩竈市）
- 由利海岸波除石垣（秋田県にかほ市）
- 十六羅漢岩（山形県飽海郡遊佐町）
- 松川浦の浦口（福島県相馬市）

## 関東
- 常陸大津の常陸大津の御船祭と祭事船（茨城県北茨城市）
- 帆びき船（茨城県土浦市、かすみがうら市、行方市、潮来市）
- 山本家住宅（茨城県神栖市）
- 銚子漁業開拓の歴史
  - 川口神社（千葉県銚子市）
  - 千人塚（千葉県銚子市）
  - 外川漁村（千葉県銚子市）
- 岩船地蔵尊（千葉県いすみ市）
- 南房総捕鯨伝承施設
  - 和田浦捕鯨体処理場（千葉県安房郡和田町）
  - 長性寺ほか（千葉県安房郡千倉町）
  - 醍醐新兵衛墓所、鯨塚ほか（千葉県安房郡鋸南町）
- 船橋大神宮灯明台（千葉県船橋市）
- 江戸東京漁業ゆかりの地、佃島・日本橋・築地（東京都中央区）
- 高森灯台（東京都新島村）
- 和船5艘（神奈川県横須賀市）
- 真鶴の漁業伝統
  - 貴船まつりの小早船（神奈川県足柄下郡真鶴町）
  - 魚つき保安林（神奈川県足柄下郡真鶴町）

## 中部
- 伝統的サケ漁と捕獲施設
  - コド（新潟県岩船郡山北町）
  - 居繰網（新潟県村上市）
- 佐渡の伝統風景
  - 宿根木の街並み（新潟県佐渡市）
  - たらい舟（新潟県佐渡市）
- 生地中橋（富山県黒部市）
- 漁民義人塚（富山県射水市）
- 氷見の漁業伝統
  - 三柱社、えびす堂、網元家屋（富山県氷見市）
  - 定置網（富山県氷見市）
- 奥能登の間垣（石川県輪島市、珠洲市）
- 舳倉島（石川県輪島市）
- 能登の漁業伝統
  - 胴船（石川県鳳珠郡能登町）
  - 鯨伝説碑（石川県鳳珠郡能登町）
- 北前船主の集落（石川県加賀市）
- 韓国船遭難救護の碑（福井県小浜市）
- 富戸の魚見小屋（静岡県伊東市）
- 網屋崎の網小屋（静岡県賀茂郡西伊豆町）
- 大瀬神社（静岡県沼津市）
- 一色干潟（愛知県幡豆郡一色町）
- 志摩漁業の土木遺跡
  - 波切漁港石積み護岸（三重県志摩市）
  - 深谷水道（三重県志摩市）

## 近畿
- 琵琶湖の伝統的漁法
  - 魞（えり）（滋賀県）
  - 簗（やな）（滋賀県高島市）
- ホンミチ（滋賀県近江八幡市）
- 雄島参りと冠島沖（京都府舞鶴市）
- 舟屋群（京都府与謝郡伊根町）
- 佃漁民ゆかりの地の碑（大阪府大阪市）
- 住吉神社の能舞台（兵庫県明石市）
- 岩屋漁港の絵島（兵庫県淡路市）
- 由良港と成ヶ島（兵庫県洲本市）
- 室の泊（室津漁港）（兵庫県たつの市）
- 神権伝説の島（兵庫県飾磨郡家島町）
- 太地町捕鯨歴史文化財（和歌山県東牟婁郡太地町）
- 広村堤防（和歌山県有田郡広川町）
- 矢櫃地区歴史文化財（和歌山県有田市）

## 中国
- 湖山池の石がま（鳥取県鳥取市）
- 青石畳（島根県松江市）
- 経島（島根県出雲市）
- 都万漁港船小屋（島根県隠岐郡隠岐の島町）
- 大多府漁港元禄防波堤（岡山県備前市）
- むかし下津井回船問屋（岡山県倉敷市）
- 江波の曳き船（広島県広島市）
- 沖家室の漁村集落（山口県大島郡周防大島町）
- 祝島の神舞と石積み集落（山口県熊毛郡上関町）
- 牛島漁港藤田・西﨑の波止（山口県光市）
- 下関漁港閘門（山口県下関市）
- 青海島鯨墓（山口県長門市）

## 四国
- 堂浦のテグスといやしの杜、阿波井神社（徳島県鳴門市）
- 出羽島の漁業史記念物
  - 阿波沚（あわはえ）発見者功績の碑（徳島県海部郡牟岐町）
  - 石積みの防波堤（徳島県海部郡牟岐町）
- 安戸池（あどいけ）（香川県東かがわ市）
- 箕浦漁港（香川県観音寺市）
- 佐田岬漁港の石垣（愛媛県西宇和郡伊方町）
- 水が浦の段々畑（愛媛県宇和島市）
- 外泊の石垣（愛媛県南宇和郡愛南町）
- 室戸捕鯨関連文化遺産（高知県室戸市）
- 伊尾木漁港石積堤（高知県安芸市）
- 久礼大正町市場（高知県高岡郡中土佐町）

## 九州・沖縄
- みあれ祭りと宗像大社中津宮（福岡県宗像市）
- 津屋崎千軒（福岡県福津市）
- 相島波止（あいのしまはと）（福岡県糟屋郡新宮町）
- 有明海佐賀福岡両県漁場境界標石柱（福岡県柳川市）
- 小川島鯨見張所（佐賀県唐津市）
- 沖ノ島とおしまさん（佐賀県鹿島市）
- すくい漁場（長崎県諫早市）
- アホウ塀と歴史的建造群（長崎県壱岐市）
- 木坂の藻小屋（長崎県対馬市）
- 有川捕鯨関連文化遺産
  - 鯨見山と鯨供養碑（長崎県南松浦郡新上五島町）
  - 海童神社（長崎県南松浦郡新上五島町）
  - 弁財天宮（長崎県南松浦郡新上五島町）
  - 原眞一顕彰碑（長崎県南松浦郡新上五島町）
- カグラサン（長崎県五島市）
- ドリュー女史記念碑（熊本県宇土市）
- うたせ船（熊本県葦北郡芦北町）
- 﨑津天主堂（熊本県天草郡河浦町）
- 御船寄（大分県中津市）
- 姫島七不思議
  - 浮洲（大分県東国東郡姫島村）
  - 千人堂（大分県東国東郡姫島村）
- 保戸島集落（大分県津久見市）
- 油津の港物語
  - 堀川運河（宮崎県日南市）
  - 杉村金物本店主家・倉庫（宮崎県日南市）
  - チョロ船（宮崎県日南市）
- 桁打瀬船（鹿児島県出水市）
- 鹿島離島住民生活センター（旧藺牟田漁業組合）（鹿児島県薩摩川内市）
- 羽島漁港（鹿児島県いちき串木野市）
- 南方漁場の開拓者原耕の像（鹿児島県枕崎市南さつま市）
- 山巓毛と白銀堂（沖縄県糸満市）
- 魚垣（沖縄県宮古島市）